# Streblus (protista)
Streblus es un género de foraminífero bentónico considerado un sinónimo posterior de Ammonia de la subfamilia Ammoniinae, de la familia Rotaliidae, de la superfamilia Rotalioidea, del suborden Rotaliina y del orden Rotaliida. Su especie tipo era Nautilus beccarii. Su rango cronoestratigráfico abarca desde el Pleistoceno hasta la Actualidad.

## Clasificación
Streblus incluía a las siguientes especies:
- Streblus alius
- Streblus aoteanus, aceptado como Ammonia aoteana
- Streblus batavus, aceptado como Ammonia batava
- Streblus beccarii, aceptado como Ammonia beccarii
  - Streblus beccarii konkenisis
  - Streblus beccarii var. mendesi
- Streblus compactus
- Streblus convexus, aceptado como Ammonia convexa
- Streblus dominicana
- Streblus galicianus
- Streblus irridescens, aceptado como Ammonia irridescens
- Streblus limnetes
- Streblus mineacea
- Streblus nanus
- Streblus pauciloculata
- Streblus pauperatus
- Streblus saipanensis
- Streblus tosaensis
- Streblus turgidus
- Streblus voorthuyseni